# Hunger Games - Il canto della rivolta - Parte 1
Hunger Games - Il canto della rivolta - Parte 1 (The Hunger Games: Mockingjay - Part 1) è un film del 2014 diretto da Francis Lawrence.
La pellicola è la prima parte dell'adattamento cinematografico dell'omonimo romanzo di fantascienza scritto da Suzanne Collins, sequel di Hunger Games - La ragazza di fuoco (2013) è ambientato in un futuro distopico postapocalittico ed è il terzo film del franchise di Hunger Games.

## Trama
(Katniss, durante la rivolta)
Katniss Everdeen si trova nel Distretto 13 in stato confusionale, dopo aver distrutto l'arena dei settantacinquesimi Hunger Games. Appena la ragazza inizia a riprendersi viene nominata da Plutarch Heavensbee e dalla presidente Alma Coin come immagine simbolo della ribellione, ma la ragazza, ormai nota a tutti come la "ghiandaia imitatrice", inizialmente rifiuta l'offerta poiché ancora molto turbata.
Alma Coin, presidente del distretto 13, decide di lasciare tempo a Katniss per riflettere sulla proposta di rappresentare i ribelli; su consiglio di Plutarch la spedisce nel distretto 12, dove la ragazza rimane scioccata dalla visione della devastazione lasciata dopo l'attacco di Capitol City. Qui si reca anche nella sua casa, nel villaggio dei vincitori, lasciata integra per simboleggiare la forza di Capitol City (che non crolla mai, come detto dal presidente Snow). Dopo aver recuperato alcuni oggetti e Ranuncolo, il gatto della sorella, Katniss torna al distretto 13, dove la sera stessa viene trasmesso uno speciale di Capitol City, in cui appare Peeta Mellark davanti alle telecamere. Katniss rimane sorpresa nel vederlo ancora vivo, ma quando il ragazzo chiede un "cessate il fuoco" durante l'intervista con Caesar Flickerman, la popolazione del 13 lo considera una marionetta nelle mani di Snow.
Durante la notte Katniss è tormentata dagli incubi e dai ricordi, e al suo risveglio nota che sua sorella Prim è ancora sveglia, perciò decide di confidarsi con lei. La sorellina le fa notare che se accetterà il ruolo di "Ghiandaia Imitatrice" potrà chiedere in cambio tutto ciò che vuole alla Coin e a Heavensbee. Infatti, la mattina seguente, Katniss si presenta al Comando dicendo di accettare l'incarico a patto che a tutti i vincitori degli Hunger Games catturati da Capitol City, quindi Peeta, Johanna Mason e Annie Cresta, la ragazza di Finnick, venga concessa la libertà e l'immunità una volta conclusa la rivoluzione, chiede inoltre che Prim possa tenere il gatto preso da Katniss al distretto 12. Accettati gli accordi, Katniss si prepara a girare una serie di "passaggi propagandistici" (pass-pro) da trasmettere a Panem tramite una rete pirata per incoraggiare i ribelli.
La sua preparatrice è ancora Effie, tenuta come rifugiata politica da Haymitch: anche con il suo aiuto Katniss si rivelerà essere una pessima attrice e quindi i pass-pro risultano poco convincenti. Haymitch, completamente sobrio, rende evidente a tutti come, per avere dei pass-pro eccellenti la Ghiandaia Imitatrice debba essere libera di essere se stessa e non seguire un copione.
Così Katniss si reca nel Distretto 8, insieme a una troupe di Capitol City (Cressida, Messalla, Castor e Pollux) per fare delle riprese televisive da trasmettere in tutta Panem per incitare i Distretti alla rivolta; si reca insieme alla Comandante Paylor in un ospedale per visitare i feriti sopravvissuti al bombardamento, ma una volta uscita, il Distretto viene colto di sorpresa da un'ondata di bombardieri mandati dal Presidente Snow, e insieme a Gale, riesce ad abbattere due hovercraft bombardieri. Katniss, quando le ondate terminano, vicino a uno degli aerei, viene ripresa mentre pronuncia un messaggio per il Presidente Snow e per Capitol City : "Se noi bruciamo, voi bruciate con noi".
I giorni passano al 13, Gale e Katniss hanno l'opportunità di andare a caccia, e Peeta ritorna sugli schermi con un nuovo messaggio di cessate il fuoco, questa volta con il volto più scavato e pallido.
Mentre Katniss gira nuovi video, i ribelli degli altri distretti attaccano le dighe di Capitol City cantando "L'albero degli impiccati" (cantata dalla Ghiandaia mentre gira un pass-pro nel distretto 12, mirato a far vedere a Peeta che cosa ha fatto Snow: ha distrutto la sua vita, la sua casa e la sua famiglia).
Appena la diga viene abbattuta, l'intera Capitol City sprofonda nel buio e Beetee riesce ad entrare nelle frequenze della capitale e diffondere i pass-pro all'interno di Capitol City.
Successivamente Peeta compare con un nuovo messaggio, ma questa volta ha il volto del tutto sfigurato dal dolore. In seguito all'aver sentito la voce di Katniss, a causa della trasmissione del pass-pro, ha però un momento di lucidità e, un attimo prima di essere trascinato via con la forza e che la trasmissione venga bruscamente interrotta, lancia un avvertimento alla ragazza: Capitol City bombarderà il 13 prima che sia di nuovo giorno.
Tutti gli abitanti si rifugiano il più in basso possibile e sfuggono all'attacco di Capitol City; vedendo l'atto di coraggio di Peeta, la presidente Coin dice che la sua dichiarazione è servita per dare più tempo (8 minuti) per scappare agli abitanti del distretto e gli concede l'immunità una volta liberato.
Katniss e la troupe televisiva escono da sotto terra per registrare un messaggio: "Il distretto 13 è vivo e vegeto, come me", ma appena usciti, oltre al terreno distrutto, sparse per terra, ci sono un migliaio di rose bianche e Katniss si rifiuta di girare il pass-pro, avendo capito che se lei è la Ghiandaia Imitatrice, Snow ucciderà Peeta.
Senza avvisare Katniss, una squadra di salvataggio viene mandata a recuperare Peeta, Johanna e Annie, tenendo Capitol City incollata agli schermi televisivi mentre Finnick rivela dei "segreti". Spiega che un vincitore degli Hunger Games resterà per sempre una bambola di Capitol City e se il vincitore è "appetibile" viene usato per soddisfare certe voglie. Finnick spiega che molti vincitori in cambio del loro corpo ricevono oro e gioielli, ma lui si faceva pagare con i segreti.
Inizia dunque a elencare i segreti degli abitanti di Capitol City, arrivando fino a Snow, rivelando che il Presidente ha avvelenato ogni oppositore che fino ad allora aveva provato a intralciare il suo cammino.
Questo pass-pro di Finnick però è un modo per permettere ai ribelli di salvare gli ex vincitori senza incontrare difficoltà, visto che esso è utilizzato come copertura per le operazioni informatiche svolte al 13 per bypassare la sicurezza a Capitol City.
Ma Snow si presenta a Katniss (tramite un video) e le dice enigmatico che saranno proprio le cose che ama di più a distruggerla.
Infatti, al ritorno dei ribelli con i vincitori, Gale (che si è offerto volontario per salvare Peeta) le dice che Capitol City ha lasciato che loro prendessero gli ex vincitori senza fare opposizione (anche se il messaggio di Finnick è stato cancellato, e Snow si è accorto del piano per liberare Peeta, Johanna e Annie); ben presto si scopre che Capitol City ha torturato Peeta con un procedimento detto "depistaggio", una sorta di lavaggio del cervello (fatto con iniezioni di veleno di vespe aghi inseguitori, ibridi creati artificialmente da Capitol City) per cui il ragazzo si è convinto che il vero nemico sia Katniss. Appena di fronte alla ragazza, Peeta cerca subito di ucciderla quando lei gli si avvicina per abbracciarlo, cercando di strangolarla e facendole perdere i sensi prima che venisse stordito e bloccato.
Alma Coin si prepara per fare un discorso a tutti i ribelli del Distretto 13, e annuncia che con gli ex vincitori dalla loro parte sono finalmente pronti ad attaccare Capitol City, distruggendo prima tutti i collegamenti che la capitale ha con i distretti.

## Personaggi
Ai precedenti personaggi apparsi in Hunger Games e in Hunger Games - La ragazza di fuoco, si aggiungono, in questo film:
- Alma Coin, interpretata da Julianne Moore: è la presidente del Distretto 13.
- Boggs, interpretato da Mahershala Ali: è il braccio destro di Alma Coin.
- Cressida, interpretata da Natalie Dormer: è la regista della troupe televisiva che ha come compito la realizzazione degli spot, detti pass pro, che hanno per protagonista Katniss, la "Ghiandaia imitatrice". Lei, come anche il resto della troupe, viene da Capitol City e si è unita ai ribelli.
- Messalla, interpretato da Evan Ross: è l'assistente di Cressida, come lei viene da Capitol City.
- Castor, interpretato da Wes Chatham: è uno dei due cameramen della troupe televisiva, nonché fratello di Pollux.
- Pollux, interpretato da Elden Henson: è, insieme al fratello Castor, uno dei due cameramen della troupe televisiva. È un senza voce.
- Comandante Paylor, interpretata da Patina Miller: è il capo delle truppe ribelli del Distretto 8.
- Antonius, interpretato da Robert Knepper: è un ministro del governo del Presidente Snow. Questo personaggio non è presente nel libro.
- Egeria, interpretata da Sarita Choudhury: è il ministro degli affari del governo del Presidente Snow. Anche questo personaggio non è presente nel libro.

## Produzione

### Regia
Il 10 luglio 2012, la Lionsgate ha annunciato che la trasposizione cinematografica del romanzo Il canto della rivolta sarebbe stata divisa in due parti. Per il ruolo di regista inizialmente vennero presi in considerazione diversi nomi, tra cui Rian Johnson, Francis Lawrence e Alfonso Cuarón. Il 1º novembre 2012, Francis Lawrence, già regista di Hunger Games: La ragazza di fuoco, ha annunciato di tornare a dirigere entrambe le parti finali della serie.

### Cast
- Il 26 agosto 2013 è stato annunciato che Stef Dawson interpreterà Annie Cresta.
- Il 13 settembre 2013 la Lionsgate ha annunciato che Julianne Moore è stata scelta per il ruolo di Alma Coin.
- Nell'ottobre 2013 sono stati annunciati gli ingressi nel cast di Lily Rabe nel ruolo del Comandante Lyme, Patina Miller nel ruolo del Comandante Paylor, Mahershala Ali nel ruolo di Boggs, Wes Chatham nel ruolo di Castor e Elden Henson nel ruolo di Pollux. Il 4 aprile 2014 è stato annunciato che, a causa di altri impegni di Lily Rabe, Gwendoline Christie subentra al suo posto nel ruolo del Comandante Lyme.

### Riprese
Le riprese iniziano il 23 settembre 2013 ad Atlanta e terminano il 20 giugno 2014 a Berlino. La parte 1 è stata girata in contemporanea alla parte 2. A metà ottobre, la troupe è stata avvistata a girare alcune scene a Rockmart. Per promuovere Hunger Games: La ragazza di fuoco il cast e la troupe sono stati impegnati per tutto il mese di novembre, periodo durante il quale le riprese si sono dunque interrotte, per riprendere poi il 2 dicembre 2013. Il 14 dicembre 2013 le riprese hanno avuto luogo all'Hotel Marriott Marquis di Atlanta.
Philip Seymour Hoffman, che interpreta Plutarch Heavensbee, è morto il 2 febbraio 2014 a New York. La Lionsgate ha dichiarato che le sue scene per la Parte 1 erano già state completamente girate prima della morte.
Il 18 aprile 2014, la produttrice Nina Jacobson con un tweet annuncia che le riprese ad Atlanta si sono concluse. Il giorno successivo, il regista Francis Lawrence dichiara con un tweet che le riprese si sposteranno in Europa, a Parigi e Berlino.
Il 21 giugno 2014, la stessa produttrice Nina Jacobson, nelle prime ore del mattino annuncia con un tweet la fine delle riprese.

## Promozione
Il primo teaser trailer è stato distribuito il 25 giugno 2014 sul canale YouTube ufficiale della Universal Pictures. Il secondo teaser trailer è stato distribuito invece il 9 luglio 2014. I due teaser sono strettamente connessi l'uno all'altro, in quanto ricostruiscono un botta e risposta televisivo tra Capitol City e i ribelli dei distretti di Panem.
Il terzo teaser trailer è stato presentato in anteprima al San Diego Comic-Con il 25 luglio 2014 da Natalie Dormer, Mahershala Ali, Evan Ross, Wes Chatham e Elden Henson. Per tutto il weekend, i cittadini americani non presenti al Comic-Con hanno potuto vedere il teaser in anteprima presso i centri Samsung Experience Store. È stato diffuso a livello mondiale il 28 luglio 2014, sia la versione americana che quella italiana.
Il trailer ufficiale è stato pubblicato il 15 settembre 2014 alle ore 17.55 sulla pagina ufficiale Facebook di Hunger Games.

## Distribuzione
Il film è stata distribuita nelle sale cinematografiche statunitensi a partire dal 21 novembre 2014, in Italia e in Regno Unito dal 20 novembre, in Svizzera dal 19 novembre, mentre la Cina ha preferito rimandare l'uscita del film direttamente a gennaio 2015.
Ha invece suscitato molto scalpore la scelta della Thailandia di annullare le proiezioni nei cinema, cancellando il titolo del film da tutti i palinsesti presenti nel paese e provocando diverse reazioni negative da parte dei numerosi fan della saga.

## Accoglienza

### Incassi
Il film, costato 125.000.000 di dollari, ha avuto successo al botteghino americano incassando 336,7 milioni di dollari, diventando così il miglior incasso dell'anno superando Guardiani della Galassia (333.176.600), ma con risultati nettamente inferiori a quelli dei due capitoli precedenti che furono entrambi capaci di superare i 400 milioni negli Stati Uniti, giustificato però dal fatto che si tratta di una Parte 1.
Con un totale di 755,4 milioni di dollari incassati in tutto il mondo, il film ha superato gli incassi del primo capitolo della saga. Molto lontano invece La ragazza di fuoco, che nel 2013 arrivò a 864.912.963 dollari.

### Critica
Il film ha ricevuto recensioni generalmente positive da parte della critica. Su Rotten Tomatoes ha una percentuale di gradimento del 70% sulla base di 306 recensioni.

## Riconoscimenti
- 2015 - Golden Globe
  - Candidatura per la migliore canzone originale - Yellow Flicker Beat (Lorde)
- 2015 - Kids' Choice Awards[6]
  - Film preferito dell'anno
  - Attore d'azione preferito a Liam Hemsworth
  - Attrice d'azione preferita a Jennifer Lawrence
  - Candidato per il cattivo preferito a Donald Sutherland
- 2015 - MTV Movie Awards[7][8]
  - Miglior trasformazione su schermo a Elizabeth Banks
  - Miglior momento musicale a Jennifer Lawrence
  - Candidato per il miglior film
  - Candidato per la miglior performance femminile a Jennifer Lawrence
  - Candidato per il miglior eroe a Jennifer Lawrence
- 2015 - Saturn Awards[9]
  - Candidato per il miglior film di fantascienza
  - Candidato per la miglior attrice a Jennifer Lawrence
- 2015 - Teen Choice Awards[10]
  - Miglior film sci-fi/fantasy
  - Miglior attore in un film sci-fi/fantasy a Josh Hutcherson
  - Miglior attrice in un film sci-fi/fantasy a Jennifer Lawrence
  - Candidato per il miglior attore in un film sci-fi/fantasy a Liam Hemsworth
  - Candidato per il miglior cattivo a Donald Sutherland
  - Candidato per il miglior bacio in un film a Jennifer Lawrence e Liam Hemsworth

## Differenze con il romanzo
- Il film inizia con Katniss accovacciata in un corridoio del Distretto 13, mentre ha un attacco di panico. Mentre nel libro la storia inizia direttamente con Katniss che visita il Distretto 12.
- Sempre nel film Katniss prima di visitare il Distretto 12, fa la conoscenza della presidente Coin, e sarà Plutarch a convincerla a mandarla nel 12.
- Nel film vengono mostrate molte scene del presidente Snow che si consulta con i suoi due ministri del governo, Egeria e Antonius.
- Nel film è stato omesso il personaggio di Fulvia Cardew, il braccio destro di Plutarch. Ed è stato sostituito da Effie Trinket, che nel libro appare soltanto alla fine.
- Nel libro, quando tutti insistono affinché Katniss indossi i panni della ghiandaia imitatrice, quest'ultima decide di diventarlo a delle condizioni: che possa andare a caccia insieme a Gale, che sua sorella possa tenere il suo gatto, che sia garantita l'immunità per Peeta e per tutti i vincitori catturati e che quest'ultima condizione venga annunciata in pubblico, e che sia lei stessa a uccidere il presidente Snow nel caso venga catturato. Nel film vengono citati solo l'immunità per i vincitori e la libertà di tenere il gatto. Nonostante più avanti a Gale e Katniss venga concesso di andare a caccia.
- Nel film vengono mostrate delle scene in cui nei vari Distretti vengono giustiziate alcune persone in piazza davanti a tutti, queste scene sono accompagnate da Snow che ordina di non entrare a far parte dei ribelli, e mentre parla viene inquadrata sua nipote che si disfa la treccia.
- Nel libro è presente il cast di preparatori di Katniss, mentre nel film sono nuovamente sostituiti da Effie.
- Nel libro, nella scena in cui Katniss e Gale vanno nella stanza armamenti a vedere cos'ha in serbo Beetee per loro due, quest'ultimo dà ad entrambi due archi avanzati con tanto di mirino, in più quello di Katniss riconosce persino la sua voce. Nel film l'arco di quest'ultima all'apparenza non ha nulla di speciale, e non viene fatto riferimento alle sue qualità. Mentre l'arco di Gale viene sostituito da una balestra. Sempre nella suddetta scena, Beetee e Gale nel libro fanno riferimento a delle specie di trappole costruite da loro che avranno un ruolo fondamentale alla fine del libro. Nel film non vi fanno riferimento (ciò avviene comunque nella Parte 2)
- Nel film, quando Katniss e la sua squadra fanno visita all'ospedale del Distretto 8, viene mostrato il presidente Snow che ordina di attaccare l'ospedale ma non loro.
- Nel film è presente una scena riguardante un distretto, nel quale degli operai vengono scortati da dei pacificatori in un bosco. Ad un certo punto quando è presente una ghiandaia imitatrice incisa su un albero, un uomo inizia a fischiare e tutti quanti si mettono a correre nonostante in molti vengano uccisi; saliti tutti sugli alberi fanno esplodere il terreno, uccidendo i pacificatori.
- Nel libro quando Capitol City attacca il Distretto 13, tutti quanti scendono ancora di più sottoterra dove sono presenti delle stanze divise in sezioni, nelle quali le persone devono rifugiarsi. Nel film invece sono tutti quanti ammassati in un'unica zona, e vengono mostrate delle crepe sul soffitto.
- Nel film è presente un'altra scena aggiuntiva, nella quale in un Distretto delle persone portano degli esplosivi direttamente in una diga (centrale idro-elettrica) e le fanno esplodere, sacrificando se stessi. Sarà grazie a questo che Capitol City rimarrà senza elettricità e il Distretto 13 manderà una squadra per salvare i vincitori.
- Nel film viene mostrato il salvataggio dei vincitori.
- Nel film Katniss per distrarre ancor di più il presidente Snow, entra direttamente in contatto con lui tramite un video-messaggio in diretta. Nel libro questo non è presente.
- Il personaggio di Antonius, il ministro del Presidente Snow, non esiste nei libri. Nemmeno il suo interprete Robert Knepper sapeva chi fosse il suo personaggio quando è stato assunto.

## Sequel
Hunger Games - Il canto della rivolta - Parte 2, diretto sempre da Francis Lawrence, è stato girato in contemporanea con la Parte 1. Il film è stato distribuito nelle sale il 19 novembre 2015.